# Тиканадзе, Михаил Егорович
Михаил Егорович Тиканадзе (20 мая 1905, Макванети, Озургетский уезд — 12 мая 1983, Тбилиси) — советский тренер по вольной борьбе, Заслуженный тренер СССР (1956), заслуженный деятель физической культуры и спорта Грузинской ССР (1959).
Занимался тренерской деятельностью с 1935 года. Судья всесоюзной категории (1963). Работал преподавателем в Грузинском институте физкультуры.

## Известные воспитанники
- Алибегашвили, Тариель Георгиевич (1945—1991) — неоднократный чемпион СССР, призёр чемпионата мира, судья всесоюзной категории, мастер спорта СССР международного класса
- Арсенян, Владимир Георгиевич (1934—1989) — двукратный чемпион СССР, призёр чемпионата мира, мастер спорта СССР международного класса
- Балавадзе, Вахтанг Михайлович (1926—2018) — борец вольного стиля, самбист, чемпион и призёр чемпионатов СССР и мира, призёр Олимпийских игр 1956 года в Мельбурне. Заслуженный мастер спорта СССР, Заслуженный тренер СССР. Судья всесоюзной (1963) и международной (1967) категорий. Тренер сборной СССР 1961—1970 годов
- Гигиадзе, Варлам Исмаилович (1926) — двукратный чемпион СССР, мастер спорта СССР

## Награды
- Медаль «За трудовую доблесть» (27.04.1957) — за успехи, достигнутые в деле развития массового физкультурного движения в стране, повышения мастерства советских спортсменов, и успешное выступление на международных соревнованиях